# あおい・さおりの新番組
『あおい・さおりの新番組(｀・ω・´)』（あおい・さおりのしんばんぐみ）は、文化放送超!A&G+で放送されていたラジオ番組。パーソナリティは悠木碧と早見沙織。

## 番組概要
「GirlからLadyへ成長途中の私たちがちょっぴり背伸びをしつつ、ビューティフルな人生を送るために色んなことを学んで実践する欲張りなラジオ番組」とされている。
タイトルの顔文字部分「(｀・ω・´)」は読まないが、あえて明示するときは「どや」と読む。
よって、通称は『どやラジ』。冒頭などのあいさつも、「どやにちは」「どやばんは」等、「どや」が付いたものとなっている。
顔文字の表記は「(｀・ω・´)」、「(`･ω･')」、「(`・ω・´)」、「(｀・ш・´)」と全半角など細部が一定しない。本文中にも、画像なので細部は判別できないが、複数の表記が混在している。
なお、本番組終了後の2016年4月4日よりニコニコ動画・セカンドショットチャンネルにて、悠木・早見に寿美菜子の3人によるインターネットラジオ『寿美菜子・早見沙織・悠木碧の新ラジオ番組（仮）』を、毎月第一月曜更新で配信する。
新ラジオ番組のタイトルは、『寿美菜子・早見沙織・悠木碧のことはゆ』に決定した。

### 放送時間
毎週放送
2012年4月4日 - 2016年3月23日
- 水曜日 23:30 - 24:00 （リピート放送: 木曜日 11:30 - 12:00、日曜日 11:00 - 11:30）

過去の放送時間
2011年6月2日 - 2011年9月29日
- 木曜日 24:30 - 25:00 （リピート放送: 金曜日 12:30 - 13:00）

2011年10月6日 - 2012年3月29日
- 木曜日 24:30 - 25:00 （リピート放送: 金曜日 12:30 - 13:00、日曜日 11:00 - 11:30）

### パーソナリティ
悠木碧（おいちゃん - ゆうきあ"おい"）
早見沙織（みさお - はや"みさお"り）

### 提供
マリン・エンタテインメント

## コーナー
複数のコーナーがあるが、フリートークや週代わり企画の時間が多く、レギュラーコーナーは不定期にしか行われない。
AISあおさお旅行代理店
毎回異なるトラベルスポットに来たという体で、観光情報を募集し、クイズやゲームをする。第2回（2011年6月9日）でコーナー紹介、第5回（2011年6月30日）で本格的に開始し、沖縄を扱った。
どや女の階段
「これができれば大人の女性だ」と思うことを募集。第6回（2011年7月7日）でコーナー紹介。
D-1グランプリ
リスナーからの「どや話」を2人が紹介し、レフェリー（スタッフ）が勝者を判定する。第7回（2011年7月14日）でコーナー紹介と、パーソナリティ自身のどや話を紹介した。
押忍、集まれかわいい道場
リスナーから｢かわいい｣エピソードを募集し、それを二人で紹介しかわいいレベルを判定する、毎回一番高いかわいい判定の人が一段昇段する。第217回（2015年7月22日）でコーナー紹介。
どや式最新現代語塾
擬人化図鑑
さまざまなアイテムが言いそうなセリフを考えて送ってもらうコーナー。コーナーの最後に2つのセリフを選び、擬人化図鑑に載せていく。
擬音語辞典 doyaマトペ
リスナーからいただいたシチュエーションにぴたりと合う、オリジナルな擬音をつくるコーナー、第154回（2014年5月7日）でコーナー紹介。
ウェイウェイ実験
｢ウェーイ｣だけで本当にコミュニケーションがとれるのかを実験する、高度な語学実験コーナー、第185回（2014年12月10日）でコーナー紹介。

## ゲスト
- 第1回（2011年6月2日） 寿美菜子
- 第11回（2011年8月11日） 佐倉綾音
- 第12回（2011年8月18日） 東山奈央
- 第13回（2011年8月25日） 上坂すみれ
- 第16回（2011年9月15日） 寿美菜子
- 第40回（2012年3月1日） 瀬戸麻沙美
- 第43回（2012年3月22日） 寿美菜子
- 第85回（2013年1月9日） 石原夏織
- 第100回（2013年4月24日） 寿美菜子
- 第157回（2014年5月28日） 日高里菜、寿美菜子（別録りレター出演）
- 第200回（2015年3月25日） 寿美菜子
- 第252回（2016年3月23日） 寿美菜子

## 公開イベント
あおい・さおりの成人式(｀・ω・´) 2012
2012年1月15日 - 恵比寿ガーデンホール（昼公演・夜公演）
- 出演: 悠木碧、早見沙織、寿美菜子、東山奈央
- 司会: 佐倉綾音、日高里菜

あおい・さおりの新番組(｀・ω・´) 〜doya100〜（どやワンダブルオー）
2013年5月26日 - 舞浜アンフィシアター（昼公演・夜公演）
- 出演: 悠木碧、早見沙織、寿美菜子

あおい・さおりの成人式(｀・ω・´) 2014
2014年1月19日 - 舞浜アンフィシアター（昼公演・夜公演）
- 出演: 石原夏織、大坪由佳、佐倉綾音、瀬戸麻沙美
- 司会: 悠木碧、早見沙織
- シークレットゲスト: 茅野愛衣（夜公演のみ）

あおい・さおりの新番組(｀・ω・´) イベント2014
2014年9月14日 - 品川インターシティホール（昼公演・夜公演）
- 出演: 悠木碧、早見沙織

あおい・さおりの新番組(｀・ω・´) 〜doya200〜（どやツーダブルオー）
2015年5月31日 - よみうりホール（昼公演・夜公演）
- 出演: 悠木碧、早見沙織
- 録音による音声出演: 昼公演: 寿美菜子、夜公演: 杉田智和

## 関連商品
DJCD
豪華盤と通常盤があり、新規ロケ音源とアーカイブが収録されている。また、豪華盤にはロケ映像を収録した特典DVDが付く。
Vol.6では寿美菜子がゲスト出演。Vol.7では初の海外ロケ（グアム）を行った。
|       | 発売日         | ロケ地               | アーカイブ       |
| ----- | -------------- | -------------------- | ---------------- |
| Vol.1 | 2011年12月29日 | 沖縄・那覇           | 第1回 - 第13回   |
| Vol.2 | 2012年3月24日  | 沖縄・名護           | 第14回 - 第26回  |
| Vol.3 | 2012年8月10日  | 北海道・小樽（前編） | 第27回 - 第39回  |
| Vol.4 | 2012年12月29日 | 北海道・小樽（後編） | 第40回 - 第53回  |
| Vol.5 | 2013年9月25日  | 京都                 | 第54回 - 第66回  |
| Vol.6 | 2014年1月29日  | 神戸                 | 第67回 - 第79回  |
| Vol.7 | 2014年10月29日 | グアム（前編）       | 第80回 - 第92回  |
| Vol.8 | 2015年1月28日  | グアム（後編）       | 第93回 - 第105回 |

イベントDVD
「あおい・さおりの成人式(｀・ω・´)2014」DVD：2015年10月28日発売

## 関連番組
あおい・さおりの新番組（仮）
本放送に先立つ2011年4月27日と5月17日に、マリン・エンタテインメント公式サイト内の番組ページで、「プレ放送」が配信開始された。全2回、それぞれ約31分30秒。公式サイトでのナンバリングは「第1回」と「第2回」だが、第1回は番組中では「第0回」とされた。
第2回の最後で、本放送が超!A&G+で6月に開始すると告知された。
あおい・さおりの新番組 反省会
2011年6月3日から、本編配信翌日の毎週金曜日マリン・エンタテインメント公式サイト内の番組ページで、「反省会」が配信開始されている。各回4-7分程度。毎回、2人で番組内容を振り返る。
第136回（2014年1月1日）以降の反省会は当番組のDJCDに収録される（予定）
あおい・さおりの次回予想予告
毎週火曜日、携帯電話専用有料サービス『VAB-Voice Actor Blog-』内で、「あおい・さおりの次回予想予告」が配信されている。2人で、適当な予想に基づく次回予告をする。
『VAB』はプロ・フィット系列の音響メーカーのサウンド・ウィングが制作している。